# Trihydroxybenzoesäuren
Die Trihydroxybenzoesäuren bilden in der Chemie eine Stoffgruppe von aromatischen Verbindungen, die sich sowohl von der Benzoesäure als auch von den Trihydroxybenzolen ableitet. Die Struktur besteht aus einem Benzolring mit einer angefügten Carboxygruppe (–COOH) und drei Hydroxygruppen (–OH) als Substituenten. Durch deren unterschiedliche Anordnung ergeben sich sechs Konstitutionsisomere mit der Summenformel C7H6O5.
| Gefahrensymbol |

| Gefahrensymbol |